# Roberto Longo
Roberto Longo (ur. 3 grudnia 1984) – włoski kolarz szosowy, w roku 2007 zawodnik ekipy Lampre-Fondital. W Polsce znany głównie z jazdy w żółtej koszulce lidera na drugim etapie Tour de Pologne 2007.